# I Promise
«I Promise» es una canción de la cantante estadounidense Stacie Orrico, de su segundo álbum de estudio homónimo. La canción fue escritas por Diane Warren. Solo fue lanzado en Europa, Asia y Australia, no le fue tan bien como a sus anteriores sencillos pero logró entrar al top 40 de Reino Unido.

## Video musical
En este video se muestra a Stacie en una habitación totalmente sola, de un momento a otro se inicia una tormenta la cual inunda el lugar donde ella se encuentra, mientras ella ve cómo llueve empieza a mirar cada parte de su habitación, cada fotografía, cada cosa que le hace recordar como es su vida, para la grabación de este video tuvieron que construir un apartamento dentro de una piscina, la misma Orrico dice "Teníamos pánico de morir por una descarga eléctrica ya que había demasiados aparatos sumergidos", al final del video la tormenta termina. el video filmado en octubre de 2003.

## Canciones

### Reino Unido: CD 1
1. «I Promise» (Álbum Versión)
2. «I Promise» (Chris Cox Radio Edit)

### Reino Unido: CD 2
1. «I Promise» (Álbum Versión)
2. «I Promise» (Chris Cox Radio Edit)
3. «I Promise» (Boris & Beck Radio Mix)
4. «(What Are You Doing) New Year's Eve?»
5. «I Promise» (Video & Enhanced Section)

## Versiones oficiales
- Main Edición
- Radio Edición
- Chris Cox Club Mix
- Chris Cox Radio Edit
- Boris & Beck Extended Mix
- Boris & Beck Radio Mix

## Posicionamiento
| Listas (2004)                         | Posición |
| ------------------------------------- | -------- |
| Alemania (Offizielle Deutsche Charts) | 66       |
| Australia (ARIA)                      | 48       |
| Austria (Ö3 Austria Top 40)           | 59       |
| Irlanda ((IRMA)                       | 19       |
| Reino Unido (Official Charts Company) | 22       |